# Pokémon Mundo misterioso: el equipo de rescate de Ginji
Pokémon Mundo misterioso: el equipo de rescate de Ginji (ポケモン不思議のダンジョンギンジの救助隊 Pokemon Fushigi no Danjon Ginji no Kyūjotai?) es un manga de 6 volúmenes creado por Makoto Mizobuchi que fue publicado por primera vez en Japón por la editorial Coro Coro Comic en el 2005 y es una adaptación del videojuego Pokémon Mundo misterioso: equipo de rescate azul y equipo de rescate rojo. Fue traducido al inglés de parte de la revista Nintendo Power y tras la traducción del último volumen, Viz Kids lo publicó en un solo libro de serie. También es el primer manga de Pokémon presentado en su formato original de lectura de derecha a izquierda.
Este manga explica las aventuras de Ginji, un niño que se convierte en un Pokémon y entra en un Mundo Misterioso donde habitan los Pokémon. Estos Pokémon tienen problemas causados por un factor desconocido que deben averiguar. Pero antes, Ginji, convertido en un Torchic, deberá acostumbrarse a la vida como Pokémon. Junto a su compañero de equipo, un Mudkip, deberán ir al rescate de los Pokémon adentrándose en mazmorras.

## Personajes
- Ginji.- Un impaciente e inquieto niño que buscaba su regalo un día antes de su cumpleaños que tras buscarlo y sin resultados se duerme debido a la fatiga y a continuación se despierta convertido en un Torchic. Al darse cuenta de su transformación, Ginji decide unirse a Mudkip para formar un equipo de rescate y recuperar su forma humana. Tiene en su frente una cicatriz en forma de una cruz tanto en su forma humana como de Pokémon, diferenciándose de los demás.

- Mudkip.- Un Pokémon que desea formar parte de un equipo de rescate pero como es débil y cobarde no tiene ni una posibilidad para logar su sueño. Sin embargo, cuando conoce a Ginji, que al principio no le creía que era un humano, decide acompañarlo en su viaje para que recupere su forma humana y empieza a creer en sí mismo.

- Gengar.- Gengar es un malvado Pokémon que tiene la intención de destruir al mundo debido a razones que se revelan más adelante a lo largo de la historia. Cuando se entera de que Ginji es en realidad un humano, lo acusa de estar bajo "La maldición de Ninetales" y de que él es el responsable de los desastres naturales para así no ser descubierto en su malévolo plan.

- Xatu.- Un Pokémon que es capaz de ver el futuro y es él el que logra revelar la identidad de Ginji siendo un Torchic, lo cual se confirma que Ginji es de naturaleza humana. Cuando Gengar escucha esto, decide revelar la identidad de Ginji al pueblo para desquitarse de él y así no interrumpir en sus planes.

- Ninetales.- Cuenta "La leyenda de Ninetales" de que un entrenador Pokémon osó tocar una de sus colas por diversión, en la cual le iba a lanzar su maldición, pero la compañera Pokémon del humano, Gardevoir, se sacrifica por él y esta sufre la maldición. Cuando Ninetales le pregunta al humano si la quería salvar, éste huye y en consecuencia predice una profecía en la que 1000 años después el humano reencarnaría en un Pokémon (supuestamente en un Torchic cuando Gengar acusa a Ginji de ser el "Humano maldito"). Cuando Ginji y Mudkip llegan a su guarida, Ninetales les revela la identidad del "Humano maldito" y advierte sobre el despertar del Pokémon Groudon, que es la causa verdadera de los desastres naturales.

- Absol.- También conocido como "El Pokémon de los desastres", conoce a Ginji y a Mudkip cuando estaban viajando para encontrar a Ninetales en la cual los ayuda a convencer a Articuno para que los dejen pasar porque éste cree en la inocencia de Ginji, ya que a él también lo culpan de los desastres naturales, siendo marginado.

- Equipo ACT.- Un equipo de rescate del rango de oro, compuesto por Alakazam, Charizard y Tyranitar. Gengar les advierte sobre la existencia de Ginji para capturarlo y evitar a que llegue donde Ninetales (creyeron de que él era el responsable de los desastres naturales). Cuando encuentran a Ginji y a Mudkip, empieza una feroz batalla en la que Ninetales logra detener y revela la identidad del "Humano maldito".

## Diferencias entre el manga y los videojuegos
A pesar de que este manga está inspirado en los juegos Pokémon Mundo Misterioso Equipo de Rescate Rojo y Azul hay marcadas diferencias entre una y otra:
- Gengar no forma parte de ningún Equipo de Rescate. Su equipo que aparece en los juegos no existe en el manga, ni Medicham ni Ekans. Él sólo quiere destruir el mundo Pokémon por convertirse en Pokémon como resultado de la "Maldición de Ninetales".
- Ginji ya no regresa a ser un Pokémon después de salvar al mundo Pokémon, al menos no como en los juegos.
- Ginji recuerda cómo era después de convertirse en Pokémon, lo cual no pasa en los juegos.
- En el juego, el protagonista despierta a causa de su acompañante Pokémon. Sin embargo en el manga Ginji despierta a causa de un pequeño terremoto y por los gritos de ayuda de Mudkip.

## Volúmenes
1. "¡Los Pokémon al rescate!"
2. "¡Quiero volver a ser humano!"
3. "¡Adiós al tranquilo pueblo!"
4. "Batalla en una tierra helada"
5. "Por qué me convertí en Pokémon. ¡¡Al fin la respuesta!!"
6. "Lágrimas y emoción: ¡El capítulo final!"